# Seurechina
Seurechina (benannt nach Léon Gaston Seurat) ist eine Gattung der Spulwürmer mit drei Arten. Sie sind Parasiten im Darm von Raubbeutlern in Australien.

## Merkmale
Seurechina hat die Merkmale der Echinonematinae. Der Körper ist mit Reihen von Dornen besetzt, welche im vorderen Fünftel am größten sind. Die Mundhöhle ist gut entwickelt und in der Medianachse verlängert. Die Vulva der Weibchen liegt hinter der Körpermitte, die Geschlechtsorgane sind doppelt vorhanden (didelphisch). Männchen haben gut entwickelte Kaudalflügel.

## Systematik
Das Interim Register of Marine and Nonmarine Genera weist folgende Arten aus:
- Seurechina chaneeti Chabaud, Seureau, Beveridge, Bain & Durette-Desset, 1980
- Seurechina hobbsi Smales, 1998
- Seurechina spratti Smales, 1998